# Fractonotus caelatus
Genre
Espèce
Synonymes
- Hypsibius ornatus caelatus Marcus, 1928
- Calohypsibius caelatus (Marcus, 1928)

Fractonotus caelatus, unique représentant du genre Fractonotus, est une espèce de tardigrades de la famille des Microhypsibiidae. 

## Distribution
Cette espèce se rencontre en Europe, en Amérique du Nord, en Asie du Nord et en Australie.

## Publications originales
- Pilato, 1998 : Microhypsibiidae, new family of eutardigrades, and description of the new genus Fractonotus (Tardigrada). Spixiana, vol. 21, no 2, p. 129-134 (texte intégral).
- Marcus, 1928 : Spinnentiere oder Araohnoidea. IV. Bartierchen (Tardigrada). Die Tierwelt Deutschlands und der angrenzenden Meeresteile nach ihren Merkmalen und nach ihrer Lebensweise. 12. Teil. Begründet von Friedrich Dahl, vol. 12, no 4, p. 1-230.